# Distrito de Görlitz
El distrito de Görlitz es uno de los diez distritos que, junto con las tres ciudades independientes de Chemnitz, Leipzig y Dresde, forman el estado alemán de Sajonia. Limita al norte con el estado de Brandeburgo, al este con Polonia, al sur con la República Checa y al oeste con el distrito de Bautzen. Su capital es la ciudad de Görlitz.
Tiene un área de 2106 km², una población a finales de 2016 de 258 337 habs. y una densidad de población de 120 hab/km².

## Historia
El distrito fue formado en agosto de 2008 a partir de los antiguos distritos de Löbau-Zittau y Niederschlesischer Oberlausitzkreis.

## Ciudades y municipios
| Ciudades | Ciudades | Municipioss | Municipioss | Municipioss |
| --- | --- | --- | --- | ----------- |
| 1. Bad Muskau 2. Bernstadt auf dem Eigen 3. Ebersbach-Neugersdorf 4. Görlitz 5. Herrnhut 6. Löbau 7. Neusalza-Spremberg 8. Niesky 9. Ostritz 10. Reichenbach 11. Rothenburg 12. Seifhennersdorf 13. Weißwasser 14. Zittau | 1. Beiersdorf 2. Bertsdorf-Hörnitz 3. Boxberg 4. Dürrhennersdorf 5. Gablenz 6. Groß Düben 7. Großschönau 8. Großschweidnitz 9. Hähnichen 10. Hainewalde 11. Hohendubrau 12. Horka 13. Jonsdorf | 1. Kodersdorf 2. Königshain 3. Kottmar 4. Krauschwitz 5. Kreba-Neudorf 6. Lawalde 7. Leutersdorf 8. Markersdorf 9. Mittelherwigsdorf 10. Mücka 11. Neißeaue 12. Oderwitz 13. Olbersdorf | 1. Oppach 2. Oybin 3. Quitzdorf am See 4. Rietschen 5. Rosenbach 6. Schleife 7. Schönau-Berzdorf 8. Schönbach 9. Schöpstal 10. Trebendorf 11. Vierkirchen 12. Waldhufen 13. Weißkeißel |             |